# WTA Tier I
Los WTA Tier I eran 9 torneos femeninos de la WTA disputados entre los años 1988 y 2008. A partir de la temporada 2009, dichos torneos, junto a varios de la categoría Tier II, se agrupaban bajo la nueva denominación WTA Premier Events. A partir de 2021 los torneos Premier Mandatory y Premier 5 se fusionaron y son conocidos como WTA 1000.
Algunos de los torneos (Indian Wells, Miami, Madrid...) se celebran simultáneamente con los ATP Masters 1000 masculinos, como en los Grand Slam.
Los Tier I eran los 9 torneos más importantes del circuito WTA en puntos y premios después de los 4 Grand Slam y del WTA Tour Championships.

## Torneos
Hasta la temporada 2008 eran 9 (antes 10) torneos fijos. Los 9 Tier I eran éstos:
| Torneo       | Nombre                                | Ciudad             | Superficie    | T I desde | Página web                                                                             |
| Doha         | Qatar Total Open                      | Doha               | Dura          | 2008      | http://www.qatartennis.org/                                                            |
| Indian Wells | Pacific Life Open                     | Indian Wells       | Dura          | 1997      | http://www.pacificlifeopen.com Archivado el 1 de diciembre de 2008 en Wayback Machine. |
| Miami        | Sony Ericsson Open                    | Key Biscayne       | Dura          | 1988      | https://web.archive.org/web/20081224022054/http://www.sonyericssonopen.com/            |
| Charleston   | Family Circle Cup                     | Charleston         | Tierra batida | 1990      | https://web.archive.org/web/20100922055525/http://familycirclecup.com/                 |
| Berlín       | Qatar Total German Open               | Berlín             | Tierra batida | 1990      | https://web.archive.org/web/20080914062447/http://www.german-open.org/                 |
| Roma         | Internazionali BNL d'Italia           | Roma               | Tierra batida | 1989      | https://web.archive.org/web/20191121175349/http://www.telecomitaliamasters.it/         |
| Canada       | Rogers Cup presented by National Bank | Montreal / Toronto | Dura          | 1990      | http://www.rogerscup.com                                                               |
| Tokio        | Toray Pan Pacific Open                | Tokio              | Dura          | 1993      | http://www.toray-ppo.co.jp Archivado el 13 de julio de 2017 en Wayback Machine.        |
| Moscú        | Kremlin Cup                           | Moscú              | Dura          | 1997      | http://www.kremlincup.ru                                                               |

### Torneos discontinuos
| Torneo       | Nombre                            | Ciudad     | Superficie | Historia  | Página web                                                                     |
| San Diego    | Acura Classic                     | San Diego  | Dura       | 2004-2007 | https://web.archive.org/web/20070815092050/http://www.acuraclassic.com/        |
| Zúrich       | Zurich Open                       | Zúrich     | Dura       | 1993-2007 | http://www.zurichopen.net Archivado el 24 de julio de 2020 en Wayback Machine. |
| Boca Raton   | VS of Florida                     | Boca Raton | Dura       | 1991-1992 | n/a                                                                            |
| Chicago      | Ameritech Cup Chicago             | Chicago    | Dura       | 1990      | n/a                                                                            |
| Philadelphia | Advanta Championship Philadelphia | Filadelfia | Dura       | 1993-1995 | http://www.advantachampionships.com/                                           |

## Resultados por año

### 1988
| Torneo | Campeona    | Finalista     | Resultado |
| ------ | ----------- | ------------- | --------- |
| Miami  | Steffi Graf | Chris Evert   | 6-4, 6-4  |
| Berlín | Steffi Graf | Helena Suková | 6-3, 6-2  |

### 1989
| Torneo | Campeona          | Finalista         | Resultado     |
| ------ | ----------------- | ----------------- | ------------- |
| Miami  | Gabriela Sabatini | Chris Evert       | 6-1, 4-6, 6-2 |
| Berlín | Steffi Graf       | Gabriela Sabatini | 6-3, 6-1      |

### 1990
| Torneo     | Campeona            | Finalista           | Resultado        |
| ---------- | ------------------- | ------------------- | ---------------- |
| Chicago    | Martina Navrátilová | Manuela Maleeva     | 6-3, 6-2         |
| Miami      | Monica Seles        | Judith Wiesner      | 6-1, 6-2         |
| Charleston | Martina Navrátilová | Jennifer Capriati   | 6-2, 6-4         |
| Roma       | Monica Seles        | Martina Navrátilová | 6-1, 6-1         |
| Berlín     | Monica Seles        | Steffi Graf         | 6-4, 6-3         |
| Toronto    | Steffi Graf         | Katerina Maleeva    | 6-1, 6-7(6), 6-3 |

### 1991
| Torneo     | Campeona          | Finalista               | Resultado        |
| ---------- | ----------------- | ----------------------- | ---------------- |
| Boca Ratón | Gabriela Sabatini | Steffi Graf             | 6-4, 7-6(6)      |
| Miami      | Monica Seles      | Gabriela Sabatini       | 6-3, 7-5         |
| Charleston | Gabriela Sabatini | Leila Meskhi            | 6-1, 6-1         |
| Roma       | Gabriela Sabatini | Monica Seles            | 6-3, 6-2         |
| Berlín     | Steffi Graf       | Arantxa Sánchez Vicario | 6-3, 4-6, 7-6(6) |
| Toronto    | Jennifer Capriati | Katerina Maleeva        | 6-2, 6-3         |

### 1992
| Torneo     | Campeona                | Finalista               | Resultado     |
| ---------- | ----------------------- | ----------------------- | ------------- |
| Boca Ratón | Steffi Graf             | Conchita Martínez       | 3-6, 6-2, 6-0 |
| Miami      | Arantxa Sánchez Vicario | Gabriela Sabatini       | 6-1, 6-4      |
| Charleston | Gabriela Sabatini       | Conchita Martínez       | 6-1, 6-4      |
| Roma       | Gabriela Sabatini       | Monica Seles            | 7-5, 6-4      |
| Berlín     | Steffi Graf             | Arantxa Sánchez Vicario | 4-6, 7-5, 6-2 |
| Montreal   | Arantxa Sánchez Vicario | Monica Seles            | 6-3, 4-6, 6-4 |

### 1993
| Torneo     | Campeona                | Finalista                | Resultado        |
| ---------- | ----------------------- | ------------------------ | ---------------- |
| Yokohama * | Martina Navrátilová     | Larisa Savchenko-Neiland | 6-2, 6-2         |
| Miami      | Arantxa Sánchez Vicario | Steffi Graf              | 6-4, 3-6, 6-3    |
| Charleston | Steffi Graf             | Arantxa Sánchez Vicario  | 7-6(8), 6-1      |
| Roma       | Conchita Martínez       | Gabriela Sabatini        | 7-5, 6-1         |
| Berlín     | Steffi Graf             | Gabriela Sabatini        | 7-6(3), 2-6, 6-4 |
| Toronto    | Steffi Graf             | Jennifer Capriati        | 6-1, 0-6, 6-3    |
| Zúrich     | Manuela Maleeva         | Martina Navrátilová      | 6-3, 7-6(1)      |
| Filadelfia | Conchita Martínez       | Steffi Graf              | 6-3, 6-3         |

(*) En 1993, el Toray Pan Pacific Open se disputó en Yokohama en sustitución de Tokio.

### 1994
| Torneo     | Campeona                | Finalista           | Resultado        |
| ---------- | ----------------------- | ------------------- | ---------------- |
| Tokio      | Steffi Graf             | Martina Navrátilová | 6-2, 6-4         |
| Miami      | Steffi Graf             | Natasha Zvereva     | 4-6, 6-1, 6-2    |
| Charleston | Conchita Martínez       | Natasha Zvereva     | 6-4, 6-0         |
| Roma       | Conchita Martínez       | Martina Navrátilová | 7-6(5), 6-4      |
| Berlín     | Steffi Graf             | Brenda Schultz      | 7-6(6), 6-4      |
| Montreal   | Arantxa Sánchez Vicario | Steffi Graf         | 7-5, 1-6, 7-6(4) |
| Zúrich     | Magdalena Maleeva       | Natasha Zvereva     | 7-5, 3-6, 6-4    |
| Filadelfia | Anke Huber              | Mary Pierce         | 6-0, 6-7(4), 7-5 |

### 1995
| Torneo     | Campeona                | Finalista               | Resultado     |
| ---------- | ----------------------- | ----------------------- | ------------- |
| Tokio      | Kimiko Date             | Lindsay Davenport       | 6-1, 6-2      |
| Miami      | Steffi Graf             | Kimiko Date             | 6-1, 6-4      |
| Charleston | Conchita Martínez       | Magdalena Maleeva       | 6-1, 6-1      |
| Roma       | Conchita Martínez       | Arantxa Sánchez Vicario | 6-3, 6-1      |
| Berlín     | Arantxa Sánchez Vicario | Magdalena Maleeva       | 6-4, 6-1      |
| Toronto    | Monica Seles            | Amanda Coetzer          | 6-0, 6-1      |
| Zúrich     | Iva Majoli              | Mary Pierce             | 6-4, 6-4      |
| Filadelfia | Steffi Graf             | Lori McNeil             | 6-1, 4-6, 6-3 |

### 1996
| Torneo       | Campeona                | Finalista               | Resultado      |
| ------------ | ----------------------- | ----------------------- | -------------- |
| Tokio        | Iva Majoli              | Arantxa Sánchez Vicario | 6-4, 6-1       |
| Indian Wells | Steffi Graf             | Conchita Martínez       | 7-6(5), 7-6(5) |
| Miami        | Steffi Graf             | Chanda Rubin            | 6-1, 6-3       |
| Charleston   | Arantxa Sánchez Vicario | Barbara Paulus          | 6-2, 2-6, 6-2  |
| Roma         | Conchita Martínez       | Martina Hingis          | 6-2, 6-3       |
| Berlín       | Steffi Graf             | Karina Habšudová        | 4-6, 6-2, 7-5  |
| Montreal     | Monica Seles            | Arantxa Sánchez Vicario | 6-1, 7-6(2)    |
| Zúrich       | Jana Novotná            | Martina Hingis          | 6-2, 6-2       |

### 1997
| Torneo       | Campeona           | Finalista         | Resultado        |
| ------------ | ------------------ | ----------------- | ---------------- |
| Tokio        | Martina Hingis     | Steffi Graf       | Walkover         |
| Indian Wells | Lindsay Davenport  | Irina Spîrlea     | 6-2, 6-1         |
| Miami        | Martina Hingis     | Monica Seles      | 6-2, 6-1         |
| Charleston   | Martina Hingis     | Monica Seles      | 3-6, 6-3, 7-6(5) |
| Roma         | Mary Pierce        | Conchita Martínez | 6-4, 6-0         |
| Berlín       | Mary Joe Fernández | Mary Pierce       | 6-4, 6-2         |
| Toronto      | Monica Seles       | Anke Huber        | 6-2, 6-4         |
| Zúrich       | Lindsay Davenport  | Nathalie Tauziat  | 7-6(3), 7-5      |
| Moscú        | Jana Novotná       | Ai Sugiyama       | 6-3, 6-4         |

### 1998
| Torneo       | Campeona          | Finalista               | Resultado     |
| ------------ | ----------------- | ----------------------- | ------------- |
| Tokio        | Lindsay Davenport | Martina Hingis          | 6-3, 6-3      |
| Indian Wells | Martina Hingis    | Lindsay Davenport       | 6-3, 6-4      |
| Miami        | Venus Williams    | Anna Kournikova         | 2-6, 6-4, 6-1 |
| Charleston   | Amanda Coetzer    | Irina Spîrlea           | 6-3, 6-4      |
| Roma         | Martina Hingis    | Venus Williams          | 6-3, 2-6, 6-3 |
| Berlín       | Conchita Martínez | Amélie Mauresmo         | 6-4, 6-4      |
| Montreal     | Monica Seles      | Arantxa Sánchez Vicario | 6-3, 6-2      |
| Zúrich       | Lindsay Davenport | Venus Williams          | 6-3, 6-4      |
| Moscú        | Mary Pierce       | Monica Seles            | 7-6(2), 6-3   |

### 1999
| Torneo       | Campeona         | Finalista            | Resultado     |
| ------------ | ---------------- | -------------------- | ------------- |
| Tokio        | Martina Hingis   | Amanda Coetzer       | 6-2, 6-1      |
| Indian Wells | Serena Williams  | Steffi Graf          | 6-3, 3-6, 7-5 |
| Miami        | Venus Williams   | Serena Williams      | 6-1, 4-6, 6-4 |
| Charleston   | Martina Hingis   | Anna Kournikova      | 6-4, 6-3      |
| Roma         | Venus Williams   | Mary Pierce          | 6-4, 6-2      |
| Berlín       | Martina Hingis   | Julie Halard-Decugis | 6-0, 6-1      |
| Toronto      | Martina Hingis   | Monica Seles         | 6-4, 6-4      |
| Zúrich       | Venus Williams   | Martina Hingis       | 6-3, 6-4      |
| Moscú        | Nathalie Tauziat | Barbara Schett       | 2-6, 6-4, 6-1 |

### 2000
| Torneo       | Campeona          | Finalista               | Resultado         |
| ------------ | ----------------- | ----------------------- | ----------------- |
| Tokio        | Martina Hingis    | Sandrine Testud         | 6-3, 7-5          |
| Indian Wells | Lindsay Davenport | Martina Hingis          | 4-6, 6-4, 6-0     |
| Miami        | Martina Hingis    | Lindsay Davenport       | 6-3, 6-2          |
| Charleston   | Mary Pierce       | Arantxa Sánchez-Vicario | 6-1, 6-0          |
| Berlín       | Conchita Martínez | Amanda Coetzer          | 6-1, 6-2          |
| Roma         | Monica Seles      | Amélie Mauresmo         | 6-2, 7-6(4)       |
| Montreal     | Martina Hingis    | Serena Williams         | 0-6, 6-3, 3-0 ret |
| Zúrich       | Martina Hingis    | Lindsay Davenport       | 6-2, 4-6, 7-5     |
| Moscú        | Martina Hingis    | Anna Kournikova         | 6-3, 6-1          |

### 2001
| Torneo       | Campeona          | Finalista         | Resultado        |
| ------------ | ----------------- | ----------------- | ---------------- |
| Tokio        | Lindsay Davenport | Martina Hingis    | 6-7(4), 6-4, 6-2 |
| Indian Wells | Serena Williams   | Kim Clijsters     | 4-6, 6-4, 6-2    |
| Miami        | Venus Williams    | Jennifer Capriati | 4-6, 6-1, 7-6(4) |
| Charleston   | Jennifer Capriati | Martina Hingis    | 6-0, 4-6, 6-4    |
| Berlín       | Amélie Mauresmo   | Jennifer Capriati | 6-4, 2-6, 6-3    |
| Roma         | Jelena Dokić      | Amélie Mauresmo   | 7-6(3), 6-1      |
| Toronto      | Serena Williams   | Jennifer Capriati | 6-1, 6-7(7), 6-3 |
| Moscú        | Jelena Dokić      | Elena Dementieva  | 6-3, 6-3         |
| Zúrich       | Lindsay Davenport | Jelena Dokić      | 6-3, 6-1         |

### 2002
| Torneo       | Campeona               | Finalista              | Marcador            |
| ------------ | ---------------------- | ---------------------- | ------------------- |
| Tokio        | Martina Hingis         | Monica Seles           | 7-6(6), 4-6, 6-3    |
| Indian Wells | Daniela Hantuchová     | Martina Hingis         | 6-3, 6-4            |
| Miami        | Serena Williams        | Jennifer Capriati      | 7-5, 7-6            |
| Charleston   | Iva Majoli             | Patty Schnyder         | 6-3, 6-4            |
| Berlín       | Justine Henin-Hardenne | Serena Williams        | 6-2, 1-6, 7-6(5)    |
| Roma         | Serena Williams        | Justine Henin-Hardenne | 7-6, 6-4            |
| Montreal     | Amélie Mauresmo        | Jennifer Capriati      | 6-4, 6-1            |
| Moscú        | Magdalena Maleeva      | Lindsay Davenport      | 5-7, 6-3, 7-6(4)    |
| Zúrich       | Patty Schnyder         | Lindsay Davenport      | 6-7(5), 7-6(8), 6-3 |

### 2003
| Torneo       | Campeona               | Finalista            | Resultado        |
| ------------ | ---------------------- | -------------------- | ---------------- |
| Tokio        | Lindsay Davenport      | Monica Seles         | 6-76, 6-1, 6-2   |
| Indian Wells | Kim Clijsters          | Lindsay Davenport    | 6-4, 7-5         |
| Miami        | Serena Williams        | Jennifer Capriati    | 4-6, 6-4, 6-1    |
| Charleston   | Justine Henin-Hardenne | Serena Williams      | 7-6(5), 6-4      |
| Berlín       | Justine Henin-Hardenne | Kim Clijsters        | 6-4, 4-6, 7-5    |
| Roma         | Kim Clijsters          | Amélie Mauresmo      | 3-6, 7-6(3), 6-0 |
| Toronto      | Justine Henin-Hardenne | Lina Krasnoroutskaya | 6-1, 6-0         |
| Moscú        | Anastasia Myskina      | Amélie Mauresmo      | 6-2, 6-4         |
| Zúrich       | Justine Henin-Hardenne | Jelena Dokić         | 6-0, 6-4         |

### 2004
| Torneo       | Campeona               | Finalista         | Resultado        |
| ------------ | ---------------------- | ----------------- | ---------------- |
| Tokio        | Lindsay Davenport      | Magdalena Maleeva | 6-4, 6-1         |
| Indian Wells | Justine Henin-Hardenne | Lindsay Davenport | 6-1, 6-4         |
| Miami        | Serena Williams        | Elena Dementieva  | 6-1, 6-1         |
| Charleston   | Venus Williams         | Conchita Martínez | 2-6, 6-2, 6-1    |
| Berlín       | Amélie Mauresmo        | Venus Williams    | walk over        |
| Roma         | Amélie Mauresmo        | Jennifer Capriati | 3-6, 6-3, 7-6(6) |
| San Diego    | Lindsay Davenport      | Anastasia Myskina | 6-1, 6-1         |
| Montreal     | Amélie Mauresmo        | Elena Likhovtseva | 6-1, 6-0         |
| Moscú        | Anastasia Myskina      | Elena Dementieva  | 7-5, 6-0         |
| Zúrich       | Alicia Molik           | María Sharápova   | 4-6, 6-2, 6-3    |

### 2005
| Torneo       | Campeona               | Finalista              | Resultado        |
| ------------ | ---------------------- | ---------------------- | ---------------- |
| Tokio        | María Sharápova        | Lindsay Davenport      | 6-1, 3-6, 7-6(5) |
| Indian Wells | Kim Clijsters          | Lindsay Davenport      | 6-4, 4-6, 6-2    |
| Miami        | Kim Clijsters          | María Sharápova        | 7-5, 6-3         |
| Charleston   | Justine Henin-Hardenne | Elena Dementieva       | 7-5, 6-4         |
| Berlín       | Justine Henin-Hardenne | Nadia Petrova          | 6-3, 4-6, 6-3    |
| Roma         | Amélie Mauresmo        | Patty Schnyder         | 2-6, 6-3, 6-4    |
| San Diego    | Mary Pierce            | Ai Sugiyama            | 6-3, 6-0         |
| Toronto      | Kim Clijsters          | Justine Henin-Hardenne | 7-5, 6-1         |
| Moscow       | Mary Pierce            | Francesca Schiavone    | 6-4, 6-3         |
| Zúrich       | Lindsay Davenport      | Patty Schnyder         | 7-6, 6-3         |

### 2006
| Torneo       | Campeona            | Finalista              | Resultado     |
| ------------ | ------------------- | ---------------------- | ------------- |
| Tokio        | Elena Dementieva    | Martina Hingis         | 6-2, 6-0      |
| Indian Wells | María Sharápova     | Elena Dementieva       | 6-1, 6-2      |
| Miami        | Svetlana Kuznetsova | María Sharápova        | 6-4, 6-3      |
| Charleston   | Nadia Petrova       | Patty Schnyder         | 6-3, 4-6, 6-1 |
| Berlín       | Nadia Petrova       | Justine Henin-Hardenne | 4-6, 6-4, 7-5 |
| Roma         | Martina Hingis      | Dinara Sáfina          | 6-2, 7-5      |
| San Diego    | María Sharápova     | Kim Clijsters          | 7-5, 7-5      |
| Montreal     | Ana Ivanović        | Martina Hingis         | 6-2, 6-3      |
| Moscú        | Anna Chakvetadze    | Nadia Petrova          | 6-4 6-4       |
| Zúrich       | María Sharápova     | Daniela Hantuchová     | 6-1 4-6 6-3   |

### 2007
| Torneo       | Campeona           | Finalista           | Resultado        |
| ------------ | ------------------ | ------------------- | ---------------- |
| Tokio        | Martina Hingis     | Ana Ivanović        | 6-4, 6-2         |
| Indian Wells | Daniela Hantuchová | Svetlana Kuznetsova | 6-3, 6-4         |
| Miami        | Serena Williams    | Justine Henin       | 0-6, 7-5, 6-3    |
| Charleston   | Jelena Janković    | Dinara Sáfina       | 6-2, 6-2         |
| Berlín       | Ana Ivanović       | Svetlana Kuznetsova | 3-6, 6-4, 7-6(4) |
| Roma         | Jelena Janković    | Svetlana Kuznetsova | 7-5, 6-1         |
| San Diego    | María Sharápova    | Patty Schnyder      | 6-2, 3-6, 6-0    |
| Toronto      | Justine Henin      | Jelena Janković     | 7-6(3), 7-5      |
| Moscú        | Elena Dementieva   | Serena Williams     | 5-7, 6-1, 6-1    |
| Zúrich       | Justine Henin      | Tatiana Golovin     | 6-4, 6-4         |

### 2008
| Torneo       | Campeona        | Finalista           | Resultado     |
| ------------ | --------------- | ------------------- | ------------- |
| Doha         | María Sharápova | Vera Zvonareva      | 6-1, 2-6, 6-0 |
| Indian Wells | Ana Ivanović    | Svetlana Kuznetsova | 6-4, 6-3      |
| Miami        | Serena Williams | Jelena Janković     | 6-1, 5-7, 6-3 |
| Charleston   | Serena Williams | Vera Zvonareva      | 6-4, 3-6, 6-3 |
| Berlín       | Dinara Sáfina   | Elena Dementieva    | 3-6, 6-2, 6-2 |
| Roma         | Jelena Janković | Alizé Cornet        | 6-2, 6-2      |
| Montreal     | Dinara Sáfina   | Dominika Cibulková  | 6-2, 6-1      |
| Tokio        | Dinara Sáfina   | Svetlana Kuznetsova | 6-1, 6-3      |
| Moscú        | Jelena Janković | Vera Zvonareva      | 6-2, 6-4      |

## Ganadoras
|    | Doha      | Tokio       | Indian Wells | Miami              | Charleston         | Berlín             | Roma       | San Diego | Montreal / Toronto (*) | Moscú       | Zurich     |
| 08 | Sharapova | Safina      | Ivanović     | S.Williams         | S.Williams         | Safina             | Janković   | -         | Safina                 | Janković    | -          |
| 07 | -         | Hingis      | Hantuchová   | S.Williams         | Janković           | Ivanović           | Janković   | Sharapova | Henin                  | Dementieva  | Henin      |
| 06 | -         | Dementieva  | Sharapova    | Kuznetsova         | Petrova            | Petrova            | Hingis     | Sharapova | Ivanović               | Chakvetadze | Sharapova  |
| 05 | -         | Sharapova   | Clijsters    | Clijsters          | Henin              | Henin              | Mauresmo   | Pierce    | Clijsters              | Pierce      | Davenport  |
| 04 | -         | Davenport   | Henin        | S.Williams         | V.Williams         | Mauresmo           | Mauresmo   | Davenport | Mauresmo               | Myskina     | Molik      |
| 03 | -         | Davenport   | Clijsters    | S.Williams         | Henin              | Henin              | Clijsters  | -         | Henin                  | Myskina     | Henin      |
| 02 | -         | Hingis      | Hantuchová   | S.Williams         | Majoli             | Henin              | S.Williams | -         | Mauresmo               | M.Maleeva   | Schnyder   |
| 01 | -         | Davenport   | S.Williams   | V.Williams         | Capriati           | Mauresmo           | Dokić      | -         | S.Williams             | Dokić       | Davenport  |
| 00 | -         | Hingis      | Davenport    | Hingis             | Pierce             | Martínez           | Seles      | -         | Hingis                 | Hingis      | Hingis     |
| 99 | -         | Hingis      | S.Williams   | V.Williams         | Hingis             | Hingis             | V.Williams | -         | Hingis                 | Tauziat     | V.Williams |
| 98 | -         | Davenport   | Hingis       | V.Williams         | Coetzer            | Martínez           | Hingis     | -         | Seles                  | Pierce      | Davenport  |
| 97 | -         | Hingis      | Davenport    | Hingis             | Hingis             | M.Fernández        | Pierce     | -         | Seles                  | Novotna     | Davenport  |
| 96 | -         | Majoli      | -            | Graf               | A. Sánchez Vicario | Graf               | Martínez   | -         | Seles                  | -           | Novotna    |
| 95 | -         | Date        | -            | Graf               | Martínez           | A. Sánchez Vicario | Martínez   | -         | Seles                  | -           | Majoli     |
| 94 | -         | Graf        | -            | Graf               | Martínez           | Graf               | Martínez   | -         | A. Sánchez Vicario     | -           | M.Maleeva  |
| 93 | -         | Navratilova | -            | A. Sánchez Vicario | Graf               | Graf               | Martínez   | -         | Graf                   | -           | Ma.Maleeva |
| 92 | -         | -           | -            | A. Sánchez Vicario | Sabatini           | Graf               | Sabatini   | -         | A. Sánchez Vicario     | -           | -          |
| 91 | -         | -           | -            | Seles              | Sabatini           | Graf               | Sabatini   | -         | Capriati               | -           | -          |
| 90 | -         | -           | -            | Seles              | Navrátilová        | Seles              | Seles      | -         | Graf                   | -           | -          |
| 89 | -         | -           | -            | Sabatini           | -                  | Graf               | -          | -         | -                      | -           | -          |
| 88 | -         | -           | -            | Sabatini           | -                  | Graf               | -          | -         | -                      | -           | -          |

(*) Los torneos de Montreal y Toronto van turnándose por año.

## Totales
| Ranking | Jugadora                | DOH | IND | MIA | CHA | BER | ROM | CAN | TOK | MOS | SAN | ZUR | CHI | BOC | PHI | Total |
| ------- | ----------------------- | --- | --- | --- | --- | --- | --- | --- | --- | --- | --- | --- | --- | --- | --- | ----- |
| 1       | Steffi Graf             | -   | 1   | 4   | 1   | 7   | -   | 2   | 1   | -   | -   | -   | -   | 1   | 1   | 18    |
| 2       | Martina Hingis          | -   | 1   | 2   | 2   | 1   | 2   | 2   | 5   | 1   | -   | 1   | -   | -   | -   | 17    |
| 3       | Lindsay Davenport       | -   | 2   | -   | -   | -   | -   | -   | 4   | -   | 1   | 4   | -   | -   | -   | 11    |
| 4=      | Justine Henin           | -   | 1   | -   | 2   | 3   | -   | 2   | -   | -   | -   | 2   | -   | -   | -   | 10    |
| 4=      | Serena Williams         | -   | 2   | 5   | 1   | -   | 1   | 1   | -   | -   | -   | -   | -   | -   | -   | 10    |
| 6=      | Conchita Martínez       | -   | -   | -   | 2   | 2   | 4   | -   | -   | -   | -   | -   | -   | -   | 1   | 9     |
| 6=      | / Monica Seles          | -   | -   | 2   | -   | 1   | 2   | 4   | -   | -   | -   | -   | -   | -   | -   | 9     |
| 8=      | Amélie Mauresmo         | -   | -   | -   | -   | 2   | 2   | 2   | -   | -   | -   | -   | -   | -   | -   | 6     |
| 8=      | Gabriela Sabatini       | -   | -   | 1   | 2   | -   | 2   | -   | -   | -   | -   | -   | -   | 1   | -   | 6     |
| 8=      | Arantxa Sánchez Vicario | -   | -   | 2   | 1   | 1   | -   | 2   | -   | -   | -   | -   | -   | -   | -   | 6     |
| 8=      | María Sharápova         | 1   | 1   | -   | -   | -   | -   | -   | 1   | -   | 2   | 1   | -   | -   | -   | 6     |
| 8=      | Venus Williams          | -   | -   | 3   | 1   | -   | 1   | -   | -   | -   | -   | 1   | -   | -   | -   | 6     |
| 13=     | Kim Clijsters           | -   | 2   | 1   | -   | -   | 1   | 1   | -   | -   | -   | -   | -   | -   | -   | 5     |
| 13=     | Mary Pierce             | -   | -   | -   | 1   | -   | 1   | -   | -   | 2   | 1   | -   | -   | -   | -   | 5     |
| 15=     | Ana Ivanović            | -   | 1   | -   | -   | 1   | -   | 1   | -   | -   | -   | -   | -   | -   | -   | 3     |
| 15=     | Jelena Janković         | -   | -   | -   | 1   | -   | 2   | -   | -   | -   | -   | -   | -   | -   | -   | 3     |
| 15=     | Iva Majoli              | -   | -   | -   | 1   | -   | -   | -   | 1   | -   | -   | 1   | -   | -   | -   | 3     |
| 15=     | Martina Navratilova     | -   | -   | -   | 1   | -   | -   | -   | 1   | -   | -   | -   | 1   | -   | -   | 3     |
| 15=     | Dinara Sáfina           | -   | -   | -   | -   | 1   | -   | 1   | 1   | -   | -   | -   | -   | -   | -   | 3     |
| 20=     | Jennifer Capriati       | -   | -   | -   | 1   | -   | -   | 1   | -   | -   | -   | -   | -   | -   | -   | 2     |
| 20=     | Elena Dementieva        | -   | -   | -   | -   | -   | -   | -   | 1   | 1   | -   | -   | -   | -   | -   | 2     |
| 20=     | / Jelena Dokić          | -   | -   | -   | -   | -   | 1   | -   | -   | 1   | -   | -   | -   | -   | -   | 2     |
| 20=     | Daniela Hantuchová      | -   | 2   | -   | -   | -   | -   | -   | -   | -   | -   | -   | -   | -   | -   | 2     |
| 20=     | Magdalena Maleeva       | -   | -   | -   | -   | -   | -   | -   | -   | 1   | -   | 1   | -   | -   | -   | 2     |
| 20=     | Anastasia Myskina       | -   | -   | -   | -   | -   | -   | -   | -   | 2   | -   | -   | -   | -   | -   | 2     |
| 20=     | Jana Novotná            | -   | -   | -   | -   | -   | -   | -   | -   | 1   | -   | 1   | -   | -   | -   | 2     |
| 20=     | Nadia Petrova           | -   | -   | -   | 1   | 1   | -   | -   | -   | -   | -   | -   | -   | -   | -   | 2     |
| 29=     | Anna Chakvetadze        | -   | -   | -   | -   | -   | -   | -   | -   | 1   | -   | -   | -   | -   | -   | 1     |
| 29=     | Amanda Coetzer          | -   | -   | -   | 1   | -   | -   | -   | -   | -   | -   | -   | -   | -   | -   | 1     |
| 29=     | Kimiko Date             | -   | -   | -   | -   | -   | -   | -   | 1   | -   | -   | -   | -   | -   | -   | 1     |
| 29=     | Mary Joe Fernández      | -   | -   | -   | -   | 1   | -   | -   | -   | -   | -   | -   | -   | -   | -   | 1     |
| 29=     | Anke Huber              | -   | -   | -   | -   | -   | -   | -   | -   | -   | -   | -   | -   | -   | 1   | 1     |
| 29=     | Svetlana Kuznetsova     | -   | -   | 1   | -   | -   | -   | -   | -   | -   | -   | -   | -   | -   | -   | 1     |
| 29=     | / Manuela Maleeva       | -   | -   | -   | -   | -   | -   | -   | -   | -   | -   | 1   | -   | -   | -   | 1     |
| 29=     | Alicia Molik            | -   | -   | -   | -   | -   | -   | -   | -   | -   | -   | 1   | -   | -   | -   | 1     |
| 29=     | Patty Schnyder          | -   | -   | -   | -   | -   | -   | -   | -   | -   | -   | 1   | -   | -   | -   | 1     |
| 29=     | Nathalie Tauziat        | -   | -   | -   | -   | -   | -   | -   | -   | 1   | -   | -   | -   | -   | -   | 1     |

- Torneos - DOH = Doha, IND = Indian Wells, MIA = Miami, CHA = Charleston, BER = Berlín, ROM = Roma, CAN = Canadá, TOK = Tokio, MOS = Moscú, SAN = San Diego, ZUR = Zürich, CHI = Chicago, BOC = Boca Ratón, PHI = Filadelfia.

- Datos: Q671970